# Professor Joziel
Joziel Ferreira Carlos (São João de Meriti, 22 de abril de 1966), mais conhecido como Professor Joziel, é um militar reformado e político brasileiro filiado ao Democracia Cristã. Foi Deputado Federal pelo Rio de Janeiro entre 2019 e 2023.

## Vida política
Nas eleições municipais de 2016 foi candidato a prefeito de sua cidade natal, São João de Meriti, pela Rede Sustentabilidade (REDE), quando obteve 21.739 votos (9,59% dos válidos) e acabou não sendo eleito.  
Em 2018, filiado ao PSL, foi eleito deputado federal pelo Rio de Janeiro para a 56ª legislatura da Câmara dos Deputados, com 34.274 votos (0,44% dos votos válidos).
Foi novamente candidato à prefeitura de São João de Meriti, nas eleições de 2020. Concorrendo pela chapa "Meriti não foge à luta", formada por PSL e PMB, terminou em terceiro lugar com 14,17% dos votos válidos. No segundo turno, declarou apoio ao deputado estadual Léo Vieira (PSC), que acabou derrotado. Em 2022, Joziel tentou se reeleger à Câmara dos Deputados, mas não conseguiu uma vaga, tendo apenas 10.040 votos.